# Mission sui iuris
En mission sui iuris (latin missio sui iuris, (mission med egen ret) er en organisationsstruktur i den romerskkatolske kirke. Den bruges i missionsmarker med få katolikker og ledes sædvanligvis ikke af en biskop, men af en præst, der er direkte udsendt af Den hellige stol. Hvis antallet af katolikker i området øges, kan missionen ophøjes til et apostolisk præfektur. Missionen kan enten høre under en kirkeprovins (ærkebispedømme), eller være immediat (dvs. stå direkte under paven).
I 2015 har den katolske kirke ni missioner sui iuris på verdensbasis:
- Afghanistan (immediat)
- Aserbajdsjan (immediat)
- Caymanøerne (underlagt Kingston ærkebispedømme på Jamaica)
- St. Helena (immediat)
- Tadjikistan (immediat)
- Tokelau (underlagt Apia ærkebispedømme på Samoa)
- Turkmenistan (immediat)
- Turks- og Caicosøerne (underlagt Nassau ærkebispedømme på Bahamas)
- Tuvalu (underlagt Apia ærkebispedømme på Samoa)